# Glenn Springs (Texas)
Glenn Springs war eine Ortschaft im südlichen Teil des Brewster Countys, der Ort ist heute Teil des Big-Bend-Nationalparks. 

## Geographie
Glenn Springs liegt 746 Meter über dem Meeresspiegel und hat ein semiarides Klima. Er liegt 16 Kilometer südöstlich der „Basin Ranger Station“ des Nationalparks und ist nicht an das Straßennetz angeschlossen.

## Geschichte
Die Quelle, die in Glenn Springs entspringt, war ein begehrtes Ziel für die in der Gegend lebenden Apachen und Kiowas. Die Comanchen nutzten die Quelle als Zwischenstopp auf ihren Raubzügen ins nördliche Mexiko. Benannt wurde die Quelle, die auf alten Karten zunächst als Jordan Spring bezeichnet wird, nach H. E. Glenn, der 1881 die Gegend erkundete und sich hier als Pferdezüchter niederließ. Um die Quelle ausschließlich als Tränke für seine Pferde zu nutzen, umgab er die Quelle mit einem Wall. Er wurde unweit der Quelle von Indianern getötet. Ab Ende des 19. Jahrhunderts war das Gebiet rund um die Quelle Objekt zahlreicher Landspekulanten, so dass die Besitzrechte mehrfach wechselten, bis 1914 das Gebiet an W. K. Ellis, dem Betreiber einer Candelillawachs-Fabrik in McKinney Spring, verkauft wurde. Ellis und sein Kompagnon C. D. Wood bauten eine Wachsfabrik an der Quelle und errichteten in der Nähe der Fabrik eine kleine Ortschaft aus Adobe-Häusern für die mexikanischen Arbeiter.
Im Verlauf der Mexikanischen Revolution kam es wiederholt zu Überfällen von Anhängern des Revolutionsgenerals Francisco Pancho Villa auf Orte innerhalb der USA, so am 19. März 1916 auf Columbus (New Mexico). Am späten Abend des 5. Mai 1916 erfolgte der gleichzeitige Angriff von Truppen Pancho Villas auf die Orte Boquillas (Texas) und Glenn Springs, der unter dem Begriff „Glenn Springs Raid“ in die texanische Geschichte einging. Die Zahl der Angreifer ist unklar, Schätzungen schwanken zwischen sechzig und mehreren Hundert, denen die neun Kavallerie-Soldaten, die zum Schutz des Ortes in Glenn Springs stationiert waren, militärisch völlig unterlegen waren. Dieser Überfall, der mehreren Soldaten und einem Zivilisten das Leben kostete, führte neben dem gleichzeitigen Überfall auf Boquillas zu einer drastischen Erhöhung der militärischen Präsenz an der mexikanischen Grenze, die im Juli 1916 116.957 Mann umfasste. In Glenn Springs wurde mit der Errichtung eines festen Kavallerie-Camps begonnen. Vor der endgültigen Fertigstellung des Camps hatte sich die Lage an der mexikanischen Grenze entspannt – und das Camp wurde 1920 aufgegeben.
Um 1916 umfasste die Einwohnerschaft von Glenn Springs neun US-Bürger und zwischen vierzig bis sechzig mexikanische Arbeiter und deren Familien. Mit dem Sinken des Preises für Candelillawachs nach dem Ersten Weltkrieg wurde das Betreiben der Wachsfabrik unrentabel, und Ellis und Wood verkauften im Mai 1919 die Fabrik, ihre Anteile als der benachbarten Mariscal Mine und ihre Ländereien rund um Glenn Springs. Nachdem Ellis und Wood ihre Besitzungen verkauft hatten, verließen die meisten mexikanischen Arbeiter den Ort. Nach mehreren Besitzerwechseln erwarb 1930 J. J. Willis die Besitzungen und versuchte mit der Gründung des „Chisos Mountains Club“ Touristen in die Gegend zu locken. Die Ländereien verpachtete Willis an einen Viehzüchter, bis Willis 1942 das Gebiet an den texanischen Staat verkaufte, womit es Teil des Big-Bend-Nationalparks wurde.
Heute unterhält die Nationalpark-Verwaltung in Glenn Springs einen kleinen Parkplatz für Touristen, wobei der Ort nur mit geländegängigen Fahrzeugen erreichbar ist. Neben einigen Ruinen sind noch die Überreste eines Friedhofs vorhanden.